# Tour Down Under 2017
La 19.ª edición del Tour Down Under (llamado oficialmente: Santos Tour Down Under) fue una carrera de ciclismo en ruta por etapas que se celebró entre el 17 y el 22 de enero de 2017 en Australia.
Dispuso de seis etapas para un recorrido total de 802 kilómetros.
La carrera hizo parte del UCI WorldTour 2017, calendario ciclístico de máximo nivel mundial, siendo la primera carrera de dicho circuito.
La carrera fue ganada por el corredor australiano Richie Porte del equipo BMC Racing, en segundo lugar Esteban Chaves (Orica-Scott) y en tercer lugar Jay McCarthy (Bora-Hansgrohe).

## Recorrido
La prueba constó de seis etapas en línea. Las cinco primeras etapas incluyeron algunas dificultades en varios puntos de la carrera. La quinta etapa terminó en el final a la subida de Willunga Hill, después de un primer paso por la misma subida, lo que a menudo desempeña un papel decisivo en la carrera. La etapa final fue un circuito urbano por el centro de Adelaida.

## Equipos participantes
Tomaron parte en la carrera 19 equipos: los 18 de categoría UCI ProTeam (al ser obligada su participación) más una Selección de Australia bajo el nombre de UniSA-Australia (con corredores amateurs excepto Nathan Earle enrolado en el Team Ukyo y Lucas Hamilton en el Mitchelton-Scott). Formando así un pelotón de 133 corredores, de 7 ciclistas cada equipo, de los que acabaron 131. Los equipos participantes fueron:
| WorldTeams (18)- AG2R La Mondiale - Astana - Bahrain-Merida - BMC Racing Team - Bora-Hansgrohe - Cannondale-Drapac - Dimension Data - FDJ - Katusha-Alpecin - Lotto NL-Jumbo - Lotto-Soudal - Movistar Team - Orica-Scott - Quick-Step Floors - Sky - Team Sunweb - Trek-Segafredo - UAE Abu Dhabi translation for headoftableIII_translate index 39 not found- UniSA-Australia |
| |

## Carrera de exhibición
Dos días antes del comienzo del Tour Down Under se disputó una clásica de exhibición, no oficial de categoría .NE, en Adelaida., en la que participaron los ciclistas que iniciaron el Tour Down Under. Esta fue ganada por Caleb Ewan superando al sprint a Sam Bennett y Peter Sagan, respectivamente.

## Recorrido
El Tour Down Under dispuso de seis etapas para un recorrido total de 802 kilómetros, donde se contempla en las cinco primeras etapas algunas dificultades en varios puntos de la carrera. Así mismo, la quinta etapa terminó en la subida final a Willunga Hill con una ascensión de 3,5 kilómetros de longitud y 7% de desnivel, lo que a menudo desempeña un papel decisivo en la carrera. La etapa seis marca el final de la carrera con un circuito urbano por los alrededores del centro de Adelaida.
| Etapa     | Fecha     | Recorrido                    | type            | Distancia (km) | Ganador      | Líder        |
| --------- | --------- | ---------------------------- | --------------- | -------------- | ------------ | ------------ |
| 1.ª etapa | 17 de ene | Unley – Lyndoch              | etapa llana     | 118,5          | Caleb Ewan   | Caleb Ewan   |
| 2.ª etapa | 18 de ene | Stirling – Paracombe         | etapa escarpada | 148,5          | Richie Porte | Richie Porte |
| 3.ª etapa | 19 de ene | Glenelg – Victor Harbor      | etapa llana     | 144            | Caleb Ewan   | Richie Porte |
| 4.ª etapa | 20 de ene | Norwood – Campbelltown       | etapa llana     | 149,5          | Caleb Ewan   | Richie Porte |
| 5.ª etapa | 21 de ene | McLaren Vale – Willunga Hill | etapa escarpada | 151,5          | Richie Porte | Richie Porte |
| 6.ª etapa | 22 de ene | Adelaida – Adelaida          | etapa llana     | 90             | Caleb Ewan   | Richie Porte |

## Etapas

### 1ª etapa[3]
| Unley - Lyndoch | etapa llana | (118,5 km) |

| \| Clasificación de la etapa \| Clasificación de la etapa \| Clasificación de la etapa \| Clasificación de la etapa \| Clasificación de la etapa \| \| Ciclista \| Ciclista \| Equipo \| Tiempo \| \| \| ------------------------- \| ------------------------- \| ------------------------- \| ------------------------- \| ------------------------- \| \| 1.º \| Caleb Ewan \| Orica-Scott \| 3 h 24 min 18 s \| \| \| 2.º \| Danny van Poppel \| Team Sky \| + 0 s \| \| \| 3.º \| Sam Bennett \| Bora-Hansgrohe \| + 0 s \| \| \| 4.º \| Marko Kump \| UAE Abu Dhabi \| + 0 s \| \| \| 5.º \| Niccolò Bonifazio \| Bahrain-Merida \| + 0 s \| \| \| 6.º \| Nikias Arndt \| Team Sunweb \| + 0 s \| \| \| 7.º \| Baptiste Planckaert \| Katusha-Alpecin \| + 0 s \| \| \| 8.º \| Edward Theuns \| Trek-Segafredo \| + 0 s \| \| \| 9.º \| Miles Scotson \| BMC Racing Team \| + 0 s \| \| \| 10.º \| Sean De Bie \| Lotto-Soudal \| + 0 s \| \| |                     |                 |                 |
| |                     |                 |                 |
| Fuentes: ProCyclingStats Cycling Quotient Cycling Archives |                     |                 |                 |
| Clasificación de la etapa |                     |                 |                 |
| Ciclista | Ciclista            | Equipo          | Tiempo          |
| 1.º | Caleb Ewan          | Orica-Scott     | 3 h 24 min 18 s |
| 2.º | Danny van Poppel    | Team Sky        | + 0 s           |
| 3.º | Sam Bennett         | Bora-Hansgrohe  | + 0 s           |
| 4.º | Marko Kump          | UAE Abu Dhabi   | + 0 s           |
| 5.º | Niccolò Bonifazio   | Bahrain-Merida  | + 0 s           |
| 6.º | Nikias Arndt        | Team Sunweb     | + 0 s           |
| 7.º | Baptiste Planckaert | Katusha-Alpecin | + 0 s           |
| 8.º | Edward Theuns       | Trek-Segafredo  | + 0 s           |
| 9.º | Miles Scotson       | BMC Racing Team | + 0 s           |
| 10.º | Sean De Bie         | Lotto-Soudal    | + 0 s           |

| \| Clasificación general \| Clasificación general \| Clasificación general \| Clasificación general \| Clasificación general \| \| Ciclista \| Ciclista \| Equipo \| Tiempo \| \| \| --------------------- \| --------------------- \| --------------------- \| --------------------- \| --------------------- \| \| 1.º \| Caleb Ewan \| Orica-Scott \| 3 h 24 min 08 s \| \| \| 2.º \| Danny van Poppel \| Team Sky \| + 4 s \| \| \| 3.º \| Sam Bennett \| Bora-Hansgrohe \| + 6 s \| \| \| 4.º \| Jay McCarthy \| Bora-Hansgrohe \| + 7 s \| \| \| 5.º \| Nathan Haas \| Dimension Data \| + 8 s \| \| \| 6.º \| Simon Gerrans \| Orica-Scott \| + 8 s \| \| \| 7.º \| José Gonçalves \| Katusha-Alpecin \| + 8 s \| \| \| 8.º \| Marko Kump \| UAE Abu Dhabi \| + 10 s \| \| \| 9.º \| Niccolò Bonifazio \| Bahrain-Merida \| + 10 s \| \| \| 10.º \| Nikias Arndt \| Team Sunweb \| + 10 s \| \| |                   |                 |                 |
| |                   |                 |                 |
| Fuentes: ProCyclingStats Cycling Quotient Cycling Archives |                   |                 |                 |
| Clasificación general |                   |                 |                 |
| Ciclista | Ciclista          | Equipo          | Tiempo          |
| 1.º | Caleb Ewan        | Orica-Scott     | 3 h 24 min 08 s |
| 2.º | Danny van Poppel  | Team Sky        | + 4 s           |
| 3.º | Sam Bennett       | Bora-Hansgrohe  | + 6 s           |
| 4.º | Jay McCarthy      | Bora-Hansgrohe  | + 7 s           |
| 5.º | Nathan Haas       | Dimension Data  | + 8 s           |
| 6.º | Simon Gerrans     | Orica-Scott     | + 8 s           |
| 7.º | José Gonçalves    | Katusha-Alpecin | + 8 s           |
| 8.º | Marko Kump        | UAE Abu Dhabi   | + 10 s          |
| 9.º | Niccolò Bonifazio | Bahrain-Merida  | + 10 s          |
| 10.º | Nikias Arndt      | Team Sunweb     | + 10 s          |

### 2ª etapa
| Stirling - Paracombe | etapa escarpada | (148,5 km) |

| \| Clasificación de la etapa \| Clasificación de la etapa \| Clasificación de la etapa \| Clasificación de la etapa \| Clasificación de la etapa \| \| Ciclista \| Ciclista \| Equipo \| Tiempo \| \| \| ------------------------- \| ------------------------- \| ------------------------- \| ------------------------- \| ------------------------- \| \| 1.º \| Richie Porte \| BMC Racing Team \| 3 h 46 min 06 s \| \| \| 2.º \| Gorka Izagirre \| Movistar Team \| + 16 s \| \| \| 3.º \| Esteban Chaves \| Orica-Scott \| + 16 s \| \| \| 4.º \| Rohan Dennis \| BMC Racing Team \| + 19 s \| \| \| 5.º \| Nathan Haas \| Dimension Data \| + 19 s \| \| \| 6.º \| Diego Ulissi \| UAE Abu Dhabi \| + 19 s \| \| \| 7.º \| Ruben Guerreiro \| Trek-Segafredo \| + 19 s \| \| \| 8.º \| Michael Storer \| UniSA-Australia \| + 19 s \| \| \| 9.º \| Michael Woods \| Cannondale-Drapac \| + 19 s \| \| \| 10.º \| Luis León Sánchez \| Astana \| + 19 s \| \| |                   |                   |                 |
| |                   |                   |                 |
| Fuentes: ProCyclingStats Cycling Quotient Cycling Archives |                   |                   |                 |
| Clasificación de la etapa |                   |                   |                 |
| Ciclista | Ciclista          | Equipo            | Tiempo          |
| 1.º | Richie Porte      | BMC Racing Team   | 3 h 46 min 06 s |
| 2.º | Gorka Izagirre    | Movistar Team     | + 16 s          |
| 3.º | Esteban Chaves    | Orica-Scott       | + 16 s          |
| 4.º | Rohan Dennis      | BMC Racing Team   | + 19 s          |
| 5.º | Nathan Haas       | Dimension Data    | + 19 s          |
| 6.º | Diego Ulissi      | UAE Abu Dhabi     | + 19 s          |
| 7.º | Ruben Guerreiro   | Trek-Segafredo    | + 19 s          |
| 8.º | Michael Storer    | UniSA-Australia   | + 19 s          |
| 9.º | Michael Woods     | Cannondale-Drapac | + 19 s          |
| 10.º | Luis León Sánchez | Astana            | + 19 s          |

| \| Clasificación general \| Clasificación general \| Clasificación general \| Clasificación general \| Clasificación general \| \| Ciclista \| Ciclista \| Equipo \| Tiempo \| \| \| --------------------- \| --------------------- \| --------------------- \| --------------------- \| --------------------- \| \| 1.º \| Richie Porte \| BMC Racing Team \| 7 h 10 min 14 s \| \| \| 2.º \| Gorka Izagirre \| Movistar Team \| + 20 s \| \| \| 3.º \| Esteban Chaves \| Orica-Scott \| + 22 s \| \| \| 4.º \| Jay McCarthy \| Bora-Hansgrohe \| + 24 s \| \| \| 5.º \| Nathan Haas \| Dimension Data \| + 27 s \| \| \| 6.º \| Diego Ulissi \| UAE Abu Dhabi \| + 29 s \| \| \| 7.º \| Nathan Earle \| UniSA-Australia \| + 29 s \| \| \| 8.º \| Rohan Dennis \| BMC Racing Team \| + 29 s \| \| \| 9.º \| Luis León Sánchez \| Astana \| + 29 s \| \| \| 10.º \| Rafa Valls \| Lotto-Soudal \| + 29 s \| \| |                   |                 |                 |
| |                   |                 |                 |
| Fuentes: ProCyclingStats Cycling Quotient Cycling Archives |                   |                 |                 |
| Clasificación general |                   |                 |                 |
| Ciclista | Ciclista          | Equipo          | Tiempo          |
| 1.º | Richie Porte      | BMC Racing Team | 7 h 10 min 14 s |
| 2.º | Gorka Izagirre    | Movistar Team   | + 20 s          |
| 3.º | Esteban Chaves    | Orica-Scott     | + 22 s          |
| 4.º | Jay McCarthy      | Bora-Hansgrohe  | + 24 s          |
| 5.º | Nathan Haas       | Dimension Data  | + 27 s          |
| 6.º | Diego Ulissi      | UAE Abu Dhabi   | + 29 s          |
| 7.º | Nathan Earle      | UniSA-Australia | + 29 s          |
| 8.º | Rohan Dennis      | BMC Racing Team | + 29 s          |
| 9.º | Luis León Sánchez | Astana          | + 29 s          |
| 10.º | Rafa Valls        | Lotto-Soudal    | + 29 s          |

### 3ª etapa
| Glenelg - Victor Harbor | etapa llana | (144 km) |

| \| Clasificación de la etapa \| Clasificación de la etapa \| Clasificación de la etapa \| Clasificación de la etapa \| Clasificación de la etapa \| \| Ciclista \| Ciclista \| Equipo \| Tiempo \| \| \| ------------------------- \| ------------------------- \| ------------------------- \| ------------------------- \| ------------------------- \| \| 1.º \| Caleb Ewan \| Orica-Scott \| 3 h 24 min 45 s \| \| \| 2.º \| Peter Sagan \| Bora-Hansgrohe \| + 0 s \| \| \| 3.º \| Niccolò Bonifazio \| Bahrain-Merida \| + 0 s \| \| \| 4.º \| Danny van Poppel \| Team Sky \| + 0 s \| \| \| 5.º \| Edward Theuns \| Trek-Segafredo \| + 0 s \| \| \| 6.º \| Nikias Arndt \| Team Sunweb \| + 0 s \| \| \| 7.º \| Sean De Bie \| Lotto-Soudal \| + 0 s \| \| \| 8.º \| Lorrenzo Manzin \| FDJ \| + 0 s \| \| \| 9.º \| Ruben Guerreiro \| Trek-Segafredo \| + 0 s \| \| \| 10.º \| Baptiste Planckaert \| Katusha-Alpecin \| + 0 s \| \| |                     |                 |                 |
| |                     |                 |                 |
| Fuentes: ProCyclingStats Cycling Quotient Cycling Archives |                     |                 |                 |
| Clasificación de la etapa |                     |                 |                 |
| Ciclista | Ciclista            | Equipo          | Tiempo          |
| 1.º | Caleb Ewan          | Orica-Scott     | 3 h 24 min 45 s |
| 2.º | Peter Sagan         | Bora-Hansgrohe  | + 0 s           |
| 3.º | Niccolò Bonifazio   | Bahrain-Merida  | + 0 s           |
| 4.º | Danny van Poppel    | Team Sky        | + 0 s           |
| 5.º | Edward Theuns       | Trek-Segafredo  | + 0 s           |
| 6.º | Nikias Arndt        | Team Sunweb     | + 0 s           |
| 7.º | Sean De Bie         | Lotto-Soudal    | + 0 s           |
| 8.º | Lorrenzo Manzin     | FDJ             | + 0 s           |
| 9.º | Ruben Guerreiro     | Trek-Segafredo  | + 0 s           |
| 10.º | Baptiste Planckaert | Katusha-Alpecin | + 0 s           |

| \| Clasificación general \| Clasificación general \| Clasificación general \| Clasificación general \| Clasificación general \| \| Ciclista \| Ciclista \| Equipo \| Tiempo \| \| \| --------------------- \| --------------------- \| --------------------- \| --------------------- \| --------------------- \| \| 1.º \| Richie Porte \| BMC Racing Team \| 10 h 34 min 59 s \| \| \| 2.º \| Gorka Izagirre \| Movistar Team \| + 20 s \| \| \| 3.º \| Esteban Chaves \| Orica-Scott \| + 22 s \| \| \| 4.º \| Jay McCarthy \| Bora-Hansgrohe \| + 24 s \| \| \| 5.º \| Nathan Haas \| Dimension Data \| + 27 s \| \| \| 6.º \| Rohan Dennis \| BMC Racing Team \| + 29 s \| \| \| 7.º \| Luis León Sánchez \| Astana \| + 29 s \| \| \| 8.º \| Diego Ulissi \| UAE Abu Dhabi \| + 29 s \| \| \| 9.º \| Rafa Valls \| Lotto-Soudal \| + 29 s \| \| \| 10.º \| Robert Gesink \| LottoNL-Jumbo \| + 29 s \| \| |                   |                 |                  |
| |                   |                 |                  |
| Fuentes: ProCyclingStats Cycling Quotient Cycling Archives |                   |                 |                  |
| Clasificación general |                   |                 |                  |
| Ciclista | Ciclista          | Equipo          | Tiempo           |
| 1.º | Richie Porte      | BMC Racing Team | 10 h 34 min 59 s |
| 2.º | Gorka Izagirre    | Movistar Team   | + 20 s           |
| 3.º | Esteban Chaves    | Orica-Scott     | + 22 s           |
| 4.º | Jay McCarthy      | Bora-Hansgrohe  | + 24 s           |
| 5.º | Nathan Haas       | Dimension Data  | + 27 s           |
| 6.º | Rohan Dennis      | BMC Racing Team | + 29 s           |
| 7.º | Luis León Sánchez | Astana          | + 29 s           |
| 8.º | Diego Ulissi      | UAE Abu Dhabi   | + 29 s           |
| 9.º | Rafa Valls        | Lotto-Soudal    | + 29 s           |
| 10.º | Robert Gesink     | LottoNL-Jumbo   | + 29 s           |

### 4ª etapa
| Norwood - Campbelltown | etapa llana | (149,5 km) |

| \| Clasificación de la etapa \| Clasificación de la etapa \| Clasificación de la etapa \| Clasificación de la etapa \| Clasificación de la etapa \| \| Ciclista \| Ciclista \| Equipo \| Tiempo \| \| \| ------------------------- \| ------------------------- \| ------------------------- \| ------------------------- \| ------------------------- \| \| 1.º \| Caleb Ewan \| Orica-Scott \| 3 h 45 min 19 s \| \| \| 2.º \| Peter Sagan \| Bora-Hansgrohe \| + 0 s \| \| \| 3.º \| Danny van Poppel \| Team Sky \| + 0 s \| \| \| 4.º \| Benjamin Swift \| UAE Abu Dhabi \| + 0 s \| \| \| 5.º \| Nathan Haas \| Dimension Data \| + 0 s \| \| \| 6.º \| Baptiste Planckaert \| Katusha-Alpecin \| + 0 s \| \| \| 7.º \| Jay McCarthy \| Bora-Hansgrohe \| + 0 s \| \| \| 8.º \| Callum Scotson \| UniSA-Australia \| + 0 s \| \| \| 9.º \| Jasha Sütterlin \| Movistar Team \| + 0 s \| \| \| 10.º \| Enrico Battaglin \| LottoNL-Jumbo \| + 0 s \| \| |                     |                 |                 |
| |                     |                 |                 |
| Fuentes: ProCyclingStats Cycling Quotient Cycling Archives |                     |                 |                 |
| Clasificación de la etapa |                     |                 |                 |
| Ciclista | Ciclista            | Equipo          | Tiempo          |
| 1.º | Caleb Ewan          | Orica-Scott     | 3 h 45 min 19 s |
| 2.º | Peter Sagan         | Bora-Hansgrohe  | + 0 s           |
| 3.º | Danny van Poppel    | Team Sky        | + 0 s           |
| 4.º | Benjamin Swift      | UAE Abu Dhabi   | + 0 s           |
| 5.º | Nathan Haas         | Dimension Data  | + 0 s           |
| 6.º | Baptiste Planckaert | Katusha-Alpecin | + 0 s           |
| 7.º | Jay McCarthy        | Bora-Hansgrohe  | + 0 s           |
| 8.º | Callum Scotson      | UniSA-Australia | + 0 s           |
| 9.º | Jasha Sütterlin     | Movistar Team   | + 0 s           |
| 10.º | Enrico Battaglin    | LottoNL-Jumbo   | + 0 s           |

| \| Clasificación general \| Clasificación general \| Clasificación general \| Clasificación general \| Clasificación general \| \| Ciclista \| Ciclista \| Equipo \| Tiempo \| \| \| --------------------- \| --------------------- \| --------------------- \| --------------------- \| --------------------- \| \| 1.º \| Richie Porte \| BMC Racing Team \| 14 h 20 min 18 s \| \| \| 2.º \| Gorka Izagirre \| Movistar Team \| + 20 s \| \| \| 3.º \| Esteban Chaves \| Orica-Scott \| + 22 s \| \| \| 4.º \| Jay McCarthy \| Bora-Hansgrohe \| + 24 s \| \| \| 5.º \| Nathan Haas \| Dimension Data \| + 27 s \| \| \| 6.º \| Rohan Dennis \| BMC Racing Team \| + 29 s \| \| \| 7.º \| Luis León Sánchez \| Astana \| + 29 s \| \| \| 8.º \| Diego Ulissi \| UAE Abu Dhabi \| + 29 s \| \| \| 9.º \| Rafa Valls \| Lotto-Soudal \| + 29 s \| \| \| 10.º \| Ruben Guerreiro \| Trek-Segafredo \| + 29 s \| \| |                   |                 |                  |
| |                   |                 |                  |
| Fuentes: ProCyclingStats Cycling Quotient Cycling Archives |                   |                 |                  |
| Clasificación general |                   |                 |                  |
| Ciclista | Ciclista          | Equipo          | Tiempo           |
| 1.º | Richie Porte      | BMC Racing Team | 14 h 20 min 18 s |
| 2.º | Gorka Izagirre    | Movistar Team   | + 20 s           |
| 3.º | Esteban Chaves    | Orica-Scott     | + 22 s           |
| 4.º | Jay McCarthy      | Bora-Hansgrohe  | + 24 s           |
| 5.º | Nathan Haas       | Dimension Data  | + 27 s           |
| 6.º | Rohan Dennis      | BMC Racing Team | + 29 s           |
| 7.º | Luis León Sánchez | Astana          | + 29 s           |
| 8.º | Diego Ulissi      | UAE Abu Dhabi   | + 29 s           |
| 9.º | Rafa Valls        | Lotto-Soudal    | + 29 s           |
| 10.º | Ruben Guerreiro   | Trek-Segafredo  | + 29 s           |

### 5ª etapa
| McLaren Vale - Willunga Hill | etapa escarpada | (151,5 km) |

| \| Clasificación de la etapa \| Clasificación de la etapa \| Clasificación de la etapa \| Clasificación de la etapa \| Clasificación de la etapa \| \| Ciclista \| Ciclista \| Equipo \| Tiempo \| \| \| ------------------------- \| ------------------------- \| ------------------------- \| ------------------------- \| ------------------------- \| \| 1.º \| Richie Porte \| BMC Racing Team \| 3 h 40 min 13 s \| \| \| 2.º \| Nathan Haas \| Dimension Data \| + 20 s \| \| \| 3.º \| Esteban Chaves \| Orica-Scott \| + 20 s \| \| \| 4.º \| Diego Ulissi \| UAE Abu Dhabi \| + 20 s \| \| \| 5.º \| Jay McCarthy \| Bora-Hansgrohe \| + 20 s \| \| \| 6.º \| Nathan Earle \| UniSA-Australia \| + 23 s \| \| \| 7.º \| Rafa Valls \| Lotto-Soudal \| + 23 s \| \| \| 8.º \| Sergio Luis Henao \| Team Sky \| + 23 s \| \| \| 9.º \| Robert Gesink \| LottoNL-Jumbo \| + 23 s \| \| \| 10.º \| Tom Slagter \| Cannondale-Drapac \| + 23 s \| \| |                   |                   |                 |
| |                   |                   |                 |
| Fuentes: ProCyclingStats Cycling Quotient Cycling Archives |                   |                   |                 |
| Clasificación de la etapa |                   |                   |                 |
| Ciclista | Ciclista          | Equipo            | Tiempo          |
| 1.º | Richie Porte      | BMC Racing Team   | 3 h 40 min 13 s |
| 2.º | Nathan Haas       | Dimension Data    | + 20 s          |
| 3.º | Esteban Chaves    | Orica-Scott       | + 20 s          |
| 4.º | Diego Ulissi      | UAE Abu Dhabi     | + 20 s          |
| 5.º | Jay McCarthy      | Bora-Hansgrohe    | + 20 s          |
| 6.º | Nathan Earle      | UniSA-Australia   | + 23 s          |
| 7.º | Rafa Valls        | Lotto-Soudal      | + 23 s          |
| 8.º | Sergio Luis Henao | Team Sky          | + 23 s          |
| 9.º | Robert Gesink     | LottoNL-Jumbo     | + 23 s          |
| 10.º | Tom Slagter       | Cannondale-Drapac | + 23 s          |

| \| Clasificación general \| Clasificación general \| Clasificación general \| Clasificación general \| Clasificación general \| \| Ciclista \| Ciclista \| Equipo \| Tiempo \| \| \| --------------------- \| --------------------- \| --------------------- \| --------------------- \| --------------------- \| \| 1.º \| Richie Porte \| BMC Racing Team \| 18 h 00 min 21 s \| \| \| 2.º \| Esteban Chaves \| Orica-Scott \| + 48 s \| \| \| 3.º \| Nathan Haas \| Dimension Data \| + 51 s \| \| \| 4.º \| Jay McCarthy \| Bora-Hansgrohe \| + 54 s \| \| \| 5.º \| Diego Ulissi \| UAE Abu Dhabi \| + 59 s \| \| \| 6.º \| Rohan Dennis \| BMC Racing Team \| + 1 min 02 s \| \| \| 7.º \| Rafa Valls \| Lotto-Soudal \| + 1 min 02 s \| \| \| 8.º \| Robert Gesink \| LottoNL-Jumbo \| + 1 min 02 s \| \| \| 9.º \| Wilco Kelderman \| Team Sunweb \| + 1 min 02 s \| \| \| 10.º \| Nathan Earle \| UniSA-Australia \| + 1 min 06 s \| \| |                 |                 |                  |
| |                 |                 |                  |
| Fuentes: ProCyclingStats Cycling Quotient Cycling Archives |                 |                 |                  |
| Clasificación general |                 |                 |                  |
| Ciclista | Ciclista        | Equipo          | Tiempo           |
| 1.º | Richie Porte    | BMC Racing Team | 18 h 00 min 21 s |
| 2.º | Esteban Chaves  | Orica-Scott     | + 48 s           |
| 3.º | Nathan Haas     | Dimension Data  | + 51 s           |
| 4.º | Jay McCarthy    | Bora-Hansgrohe  | + 54 s           |
| 5.º | Diego Ulissi    | UAE Abu Dhabi   | + 59 s           |
| 6.º | Rohan Dennis    | BMC Racing Team | + 1 min 02 s     |
| 7.º | Rafa Valls      | Lotto-Soudal    | + 1 min 02 s     |
| 8.º | Robert Gesink   | LottoNL-Jumbo   | + 1 min 02 s     |
| 9.º | Wilco Kelderman | Team Sunweb     | + 1 min 02 s     |
| 10.º | Nathan Earle    | UniSA-Australia | + 1 min 06 s     |

### 6ª etapa
| Adelaida - Adelaida | etapa llana | (90 km) |

| \| Clasificación de la etapa \| Clasificación de la etapa \| Clasificación de la etapa \| Clasificación de la etapa \| Clasificación de la etapa \| \| Ciclista \| Ciclista \| Equipo \| Tiempo \| \| \| ------------------------- \| ------------------------- \| ------------------------- \| ------------------------- \| ------------------------- \| \| 1.º \| Caleb Ewan \| Orica-Scott \| 1 h 55 min 28 s \| \| \| 2.º \| Peter Sagan \| Bora-Hansgrohe \| + 0 s \| \| \| 3.º \| Marko Kump \| UAE Abu Dhabi \| + 0 s \| \| \| 4.º \| Danny van Poppel \| Team Sky \| + 0 s \| \| \| 5.º \| Sean De Bie \| Lotto-Soudal \| + 0 s \| \| \| 6.º \| Lorrenzo Manzin \| FDJ \| + 0 s \| \| \| 7.º \| Koen De Kort \| Trek-Segafredo \| + 0 s \| \| \| 8.º \| Jasha Sütterlin \| Movistar Team \| + 0 s \| \| \| 9.º \| Nathan Haas \| Dimension Data \| + 0 s \| \| \| 10.º \| Jay McCarthy \| Bora-Hansgrohe \| + 0 s \| \| |                  |                |                 |
| |                  |                |                 |
| Fuentes: ProCyclingStats Cycling Quotient Cycling Archives |                  |                |                 |
| Clasificación de la etapa |                  |                |                 |
| Ciclista | Ciclista         | Equipo         | Tiempo          |
| 1.º | Caleb Ewan       | Orica-Scott    | 1 h 55 min 28 s |
| 2.º | Peter Sagan      | Bora-Hansgrohe | + 0 s           |
| 3.º | Marko Kump       | UAE Abu Dhabi  | + 0 s           |
| 4.º | Danny van Poppel | Team Sky       | + 0 s           |
| 5.º | Sean De Bie      | Lotto-Soudal   | + 0 s           |
| 6.º | Lorrenzo Manzin  | FDJ            | + 0 s           |
| 7.º | Koen De Kort     | Trek-Segafredo | + 0 s           |
| 8.º | Jasha Sütterlin  | Movistar Team  | + 0 s           |
| 9.º | Nathan Haas      | Dimension Data | + 0 s           |
| 10.º | Jay McCarthy     | Bora-Hansgrohe | + 0 s           |

| \| Clasificación general \| Clasificación general \| Clasificación general \| Clasificación general \| Clasificación general \| \| Ciclista \| Ciclista \| Equipo \| Tiempo \| \| \| --------------------- \| --------------------- \| --------------------- \| --------------------- \| --------------------- \| \| 1.º \| Richie Porte \| BMC Racing Team \| 19 h 55 min 49 s \| \| \| 2.º \| Esteban Chaves \| Orica-Scott \| + 48 s \| \| \| 3.º \| Jay McCarthy \| Bora-Hansgrohe \| + 51 s \| \| \| 4.º \| Nathan Haas \| Dimension Data \| + 51 s \| \| \| 5.º \| Diego Ulissi \| UAE Abu Dhabi \| + 59 s \| \| \| 6.º \| Rohan Dennis \| BMC Racing Team \| + 1 min 02 s \| \| \| 7.º \| Rafa Valls \| Lotto-Soudal \| + 1 min 02 s \| \| \| 8.º \| Robert Gesink \| LottoNL-Jumbo \| + 1 min 02 s \| \| \| 9.º \| Wilco Kelderman \| Team Sunweb \| + 1 min 02 s \| \| \| 10.º \| Jhonatan Restrepo \| Katusha-Alpecin \| + 1 min 04 s \| \| |                   |                 |                  |
| |                   |                 |                  |
| Fuentes: ProCyclingStats Cycling Quotient Cycling Archives |                   |                 |                  |
| Clasificación general |                   |                 |                  |
| Ciclista | Ciclista          | Equipo          | Tiempo           |
| 1.º | Richie Porte      | BMC Racing Team | 19 h 55 min 49 s |
| 2.º | Esteban Chaves    | Orica-Scott     | + 48 s           |
| 3.º | Jay McCarthy      | Bora-Hansgrohe  | + 51 s           |
| 4.º | Nathan Haas       | Dimension Data  | + 51 s           |
| 5.º | Diego Ulissi      | UAE Abu Dhabi   | + 59 s           |
| 6.º | Rohan Dennis      | BMC Racing Team | + 1 min 02 s     |
| 7.º | Rafa Valls        | Lotto-Soudal    | + 1 min 02 s     |
| 8.º | Robert Gesink     | LottoNL-Jumbo   | + 1 min 02 s     |
| 9.º | Wilco Kelderman   | Team Sunweb     | + 1 min 02 s     |
| 10.º | Jhonatan Restrepo | Katusha-Alpecin | + 1 min 04 s     |

## Clasificaciones finales
- Las clasificaciones finalizaron de la siguiente forma:[4]

### Clasificación general
| \| Clasificación general \| Clasificación general \| Clasificación general \| Clasificación general \| Clasificación general \| \| Ciclista \| Ciclista \| Equipo \| Tiempo \| \| \| --------------------- \| --------------------- \| --------------------- \| --------------------- \| --------------------- \| \| 1.º \| Richie Porte \| BMC Racing Team \| 19 h 55 min 49 s \| \| \| 2.º \| Esteban Chaves \| Orica-Scott \| + 48 s \| \| \| 3.º \| Jay McCarthy \| Bora-Hansgrohe \| + 51 s \| \| \| 4.º \| Nathan Haas \| Dimension Data \| + 51 s \| \| \| 5.º \| Diego Ulissi \| UAE Abu Dhabi \| + 59 s \| \| \| 6.º \| Rohan Dennis \| BMC Racing Team \| + 1 min 02 s \| \| \| 7.º \| Rafa Valls \| Lotto-Soudal \| + 1 min 02 s \| \| \| 8.º \| Robert Gesink \| LottoNL-Jumbo \| + 1 min 02 s \| \| \| 9.º \| Wilco Kelderman \| Team Sunweb \| + 1 min 02 s \| \| \| 10.º \| Jhonatan Restrepo \| Katusha-Alpecin \| + 1 min 04 s \| \| |                   |                 |                  |
| |                   |                 |                  |
| Fuentes: ProCyclingStats Cycling Quotient Cycling Archives |                   |                 |                  |
| Clasificación general |                   |                 |                  |
| Ciclista | Ciclista          | Equipo          | Tiempo           |
| 1.º | Richie Porte      | BMC Racing Team | 19 h 55 min 49 s |
| 2.º | Esteban Chaves    | Orica-Scott     | + 48 s           |
| 3.º | Jay McCarthy      | Bora-Hansgrohe  | + 51 s           |
| 4.º | Nathan Haas       | Dimension Data  | + 51 s           |
| 5.º | Diego Ulissi      | UAE Abu Dhabi   | + 59 s           |
| 6.º | Rohan Dennis      | BMC Racing Team | + 1 min 02 s     |
| 7.º | Rafa Valls        | Lotto-Soudal    | + 1 min 02 s     |
| 8.º | Robert Gesink     | LottoNL-Jumbo   | + 1 min 02 s     |
| 9.º | Wilco Kelderman   | Team Sunweb     | + 1 min 02 s     |
| 10.º | Jhonatan Restrepo | Katusha-Alpecin | + 1 min 04 s     |

### Clasificación de la montaña
| Clasificación de la montaña | Clasificación de la montaña | Clasificación de la montaña | Clasificación de la montaña | Clasificación de la montaña |
| Ciclista                    | Ciclista                    | Equipo                      | Puntos                      |                             |
| --------------------------- | --------------------------- | --------------------------- | --------------------------- | --------------------------- |
| 1.º                         | Thomas de Gendt             | Lotto-Soudal                | 35 pts                      |                             |
| 2.º                         | Richie Porte                | BMC Racing Team             | 32 pts                      |                             |
| 3.º                         | Esteban Chaves              | Orica-Scott                 | 22 pts                      |                             |
| 4.º                         | Jack Bauer                  | Quick-Step Floors           | 19 pts                      |                             |
| 5.º                         | Jérémy Maison               | FDJ                         | 14 pts                      |                             |

### Clasificación de las metas volantes
| Clasificación por puntos | Clasificación por puntos | Clasificación por puntos | Clasificación por puntos | Clasificación por puntos |
| Ciclista                 | Ciclista                 | Equipo                   | Puntos                   |                          |
| ------------------------ | ------------------------ | ------------------------ | ------------------------ | ------------------------ |
| 1.º                      | Caleb Ewan               | Orica-Scott              | 63 pts                   |                          |
| 2.º                      | Danny van Poppel         | Team Sky                 | 51 pts                   |                          |
| 3.º                      | Nathan Haas              | Dimension Data           | 46 pts                   |                          |
| 4.º                      | Peter Sagan              | Bora-Hansgrohe           | 44 pts                   |                          |
| 5.º                      | Jay McCarthy             | Bora-Hansgrohe           | 39 pts                   |                          |

### Clasificación de los jóvenes
| Clasificación del mejor joven | Clasificación del mejor joven | Clasificación del mejor joven | Clasificación del mejor joven | Clasificación del mejor joven |
| Ciclista                      | Ciclista                      | Equipo                        | Tiempo                        |                               |
| ----------------------------- | ----------------------------- | ----------------------------- | ----------------------------- | ----------------------------- |
| 1.º                           | Jhonatan Restrepo             | Katusha-Alpecin               | 19 h 56 min 53 s              |                               |
| 2.º                           | Michael Storer                | UniSA-Australia               | + 14 s                        |                               |
| 3.º                           | Ruben Guerreiro               | Trek-Segafredo                | + 21 s                        |                               |
| 4.º                           | Odd Christian Eiking          | FDJ                           | + 25 s                        |                               |
| 5.º                           | Lucas Hamilton                | UniSA-Australia               | + 1 min 00 s                  |                               |

### Clasificación por equipos
| Clasificación por equipos | Clasificación por equipos | Clasificación por equipos | Clasificación por equipos |
| Equipo                    | Equipo                    | Tiempo                    |                           |
| ------------------------- | ------------------------- | ------------------------- | ------------------------- |
| 1.º                       | UniSA-Australia           | 59 h 51 min 47 s          |                           |
| 2.º                       | Movistar Team             | + 1 min 19 s              |                           |
| 3.º                       | Trek-Segafredo            | + 1 min 20 s              |                           |

## Evolución de las clasificaciones
| Etapa (Vencedor)         | Clasificación general | Clasificación de la montaña | Clasificación de los sprints | Clasificación de los jóvenes | Clasificación por equipos | Trofeo del más combativo   |
| ------------------------ | --------------------- | --------------------------- | ---------------------------- | ---------------------------- | ------------------------- | -------------------------- |
| 1.ª etapa (Caleb Ewan)   | Caleb Ewan            | Laurens De Vreese           | Caleb Ewan                   | Caleb Ewan                   | Bora-Hansgrohe            | Laurens De Vreese          |
| 2.ª etapa (Richie Porte) | Richie Porte          | Richie Porte                | Richie Porte                 | Ruben Guerreiro              | UniSA-Australia           | Jasha Sütterlin            |
| 3.ª etapa (Caleb Ewan)   | Richie Porte          | Richie Porte                | Caleb Ewan                   | Ruben Guerreiro              | UniSA-Australia           | Vegard Stake Laengen       |
| 4.ª etapa (Caleb Ewan)   | Richie Porte          | Richie Porte                | Caleb Ewan                   | Ruben Guerreiro              | UniSA-Australia           | Jack Bauer & Cameron Meyer |
| 5.ª etapa (Richie Porte) | Richie Porte          | Richie Porte                | Caleb Ewan                   | Jhonatan Restrepo            | UniSA-Australia           | Jack Bauer                 |
| 6.ª etapa (Caleb Ewan)   | Richie Porte          | Thomas de Gendt             | Caleb Ewan                   | Jhonatan Restrepo            | UniSA-Australia           | Jack Bauer                 |
| Final                    | Richie Porte          | Thomas de Gendt             | Caleb Ewan                   | Jhonatan Restrepo            | UniSA-Australia           | Sin premio final           |

## UCI World Ranking
La Tour Down Under otorga puntos para el UCI WorldTour 2017 y el UCI World Ranking, este último para corredores de los equipos en las categorías UCI ProTeam, Profesional Continental y Equipos Continentales. Las siguientes tablas son el baremo de puntuación y los corredores que obtuvieron puntos:
| Posición              | 1.ª | 2.ª | 3.ª | 4.ª | 5.ª | 6.ª | 7.ª | 8.ª | 9.ª | 10.ª |
| Clasificación general | 500 | 400 | 325 | 275 | 225 | 175 | 150 | 125 | 100 | 85   |
| Por etapa             | 60  | 25  | 10  |     |     |     |     |     |     |      |
| Líder                 | 10  |     |     |     |     |     |     |     |     |      |

| Clasificación | Clasificación   | Clasificación      | Clasificación | Clasificación | Clasificación | Clasificación |
| Posición      | Ciclista        | Equipo             | General       | Etapa         | Líder         | Total         |
| ------------- | --------------- | ------------------ | ------------- | ------------- | ------------- | ------------- |
| 1.º           | Richie Porte    | BMC Racing Team    | 500           | 120           | 40            | 660           |
| 2.º           | Esteban Chaves  | Orica-Scott        | 400           | 20            | -             | 420           |
| 3.º           | Jay McCarthy    | Bora-Hansgrohe     | 325           | -             | -             | 325           |
| 4.º           | Nathan Haas     | Dimension Data     | 275           | 25            | -             | 300           |
| 5.º           | Caleb Ewan      | Orica-Scott        | -             | 240           | 10            | 250           |
| 6.º           | Diego Ulissi    | UAE Abu Dhabi      | 225           | -             | -             | 225           |
| 7.º           | Rohan Dennis    | BMC Racing Team    | 175           | -             | -             | 175           |
| 8.º           | Rafael Valls    | Lotto-Soudal       | 150           | -             | -             | 150           |
| 9.º           | Robert Gesink   | Team LottoNL-Jumbo | 125           | -             | -             | 125           |
| 10.º          | Wilco Kelderman | Team Sunweb        | 100           | -             | -             | 100           |